# Phòng Nước Trời

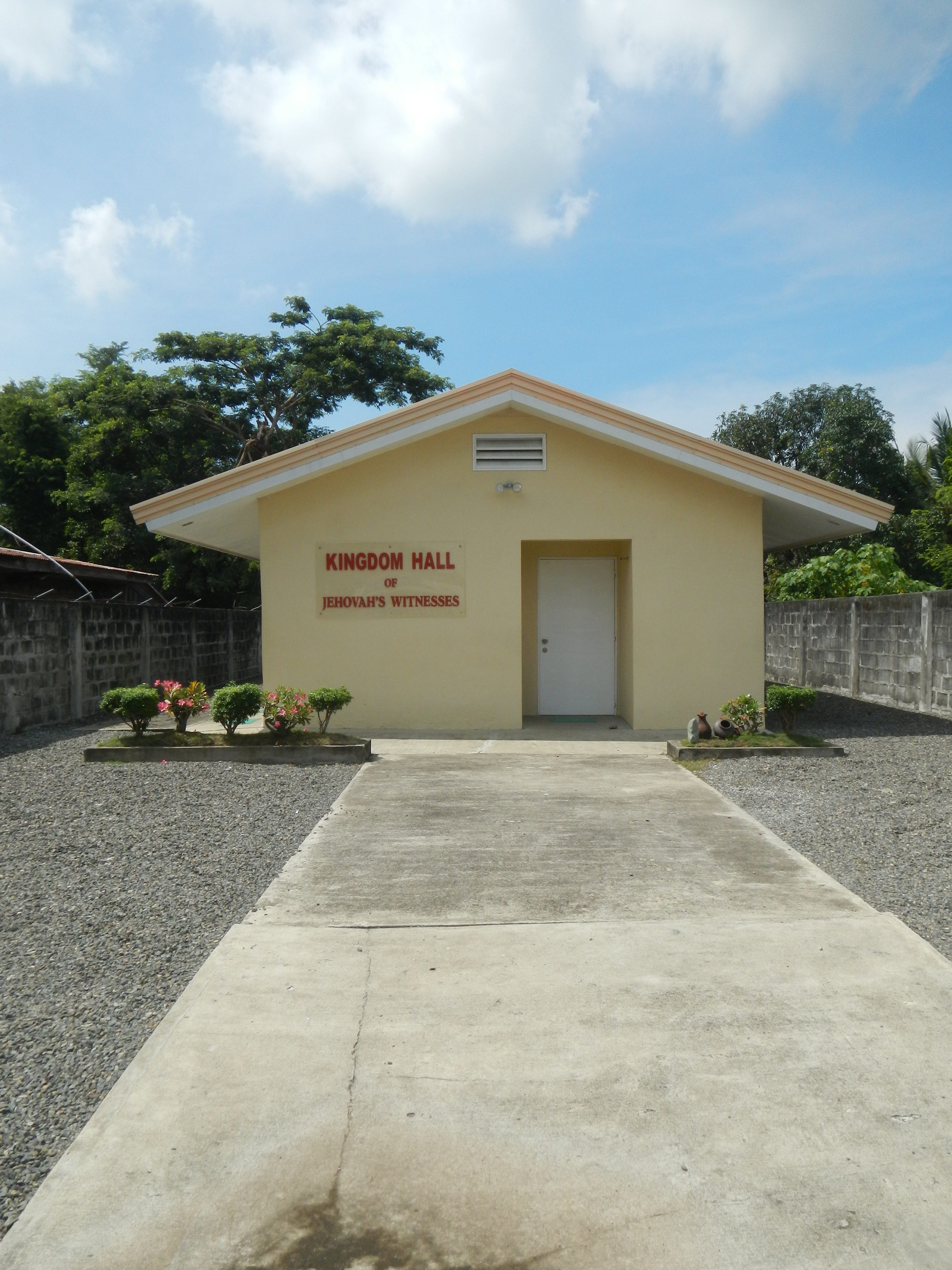
Một Phòng Nước Trời

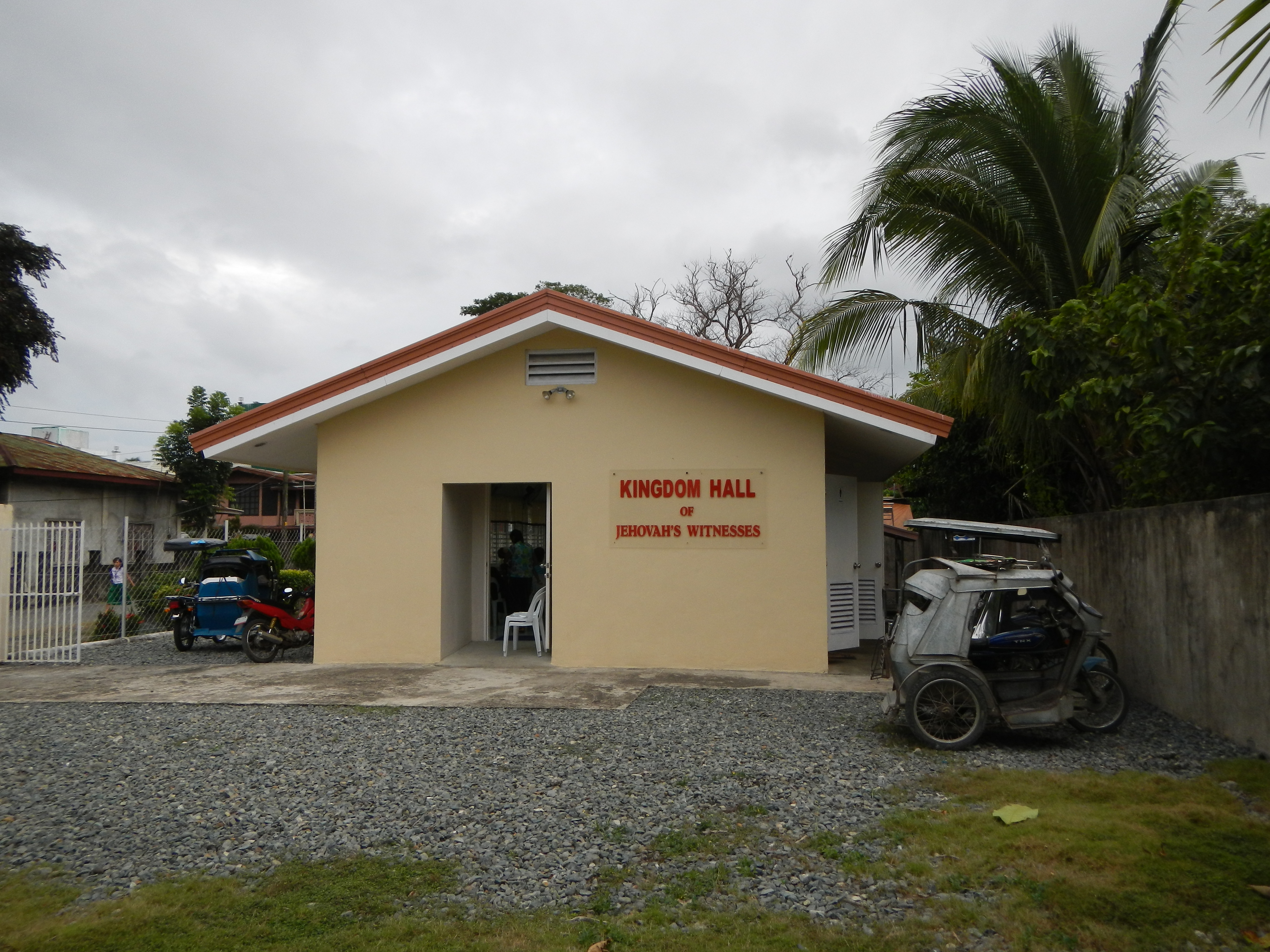
Phòng Nước Trời

Phòng Nước Trời (Kingdom Hall) là một nơi thờ phượng được các Nhân chứng Giê-hô-va sử dụng để hành đạo và truyền đạo. Thuật ngữ Phòng Nước Trời này lần đầu tiên được ông Joseph Franklin Rutherford, lúc đó là Chủ tịch đương nhiệm của Hội Tháp Canh Kinh Thánh và Truyền đơn Pennsylvania (Watch Tower Bible and Tract Society of Pennsylvania) đề xuất gọi tên vào năm 1935 dành cho một tòa nhà ở Hawaii. Rutherford giải thích rằng "vì Chúa Jesus đã chỉ ra rằng Phúc âm về vương quốc sẽ được rao giảng khắp thế gian làm chứng cho mọi quốc gia, tòa nhà này thực sự là một hội trường vương quốc". Các cơ sở Phòng Nước Trời thường là các tòa nhà chức năng, không có các vật dụng như bàn thờ, nến, hoặc thánh giá gì cả, vì những tín đồ giáo phái Nhân Chứng Giê-hô-va không sử dụng các biểu tượng tôn giáo trong việc thờ phượng của họ. Thay vào đó, chúng được trang bị các hàng ghế và một bục giảng đơn giản để truyền đạo. Việc xây dựng và bảo trì các Phòng Nước Trời thường được thực hiện bởi các tình nguyện viên là thành viên của các hội thánh địa phương. 
Các tín nhân của giáo phái Nhân Chứng Giê-hô-va sử dụng Phòng Nước trời cho nghi lễ thờ phượng và hướng dẫn Kinh Thánh của họ. Nhân Chứng thích thuật ngữ này hơn là "nhà thờ", lưu ý rằng thuật ngữ thường được dịch là "nhà thờ" trong Kinh Thánh ám chỉ đến cộng đồng của mọi người chứ không phải là một cấu trúc. Mục đích chính của Phòng Nước Trời là để làm nơi hội họp, các buổi nhóm họp hàng tuần được tổ chức tại đây để học hỏi Kinh Thánh, thảo luận về các giáo lý và cách áp dụng chúng vào đời sống. Nơi đây đóng vai trò là trung tâm truyền giáo dục, cũng là nơi đào tạo cho công việc rao giảng Kinh Thánh từ nhà này sang nhà khác và các hình thức làm chứng khác và còn kiêm chức năng trung tâm cộng đồng, là nơi mà các thành viên của hội thánh Nhân Chứng Giê-hô-va trong khu vực có thể tụ họp. Các Phòng Nước Trời thường được xây dựng hoặc cải tạo một cách thực tế, tập trung vào chức năng hơn là trang trí xa hoa cầu kì, phản ánh sự nhấn mạnh của Nhân Chứng Giê-hô-va vào sự đơn giản và tinh thần tự nguyện không rườm rà màu mè lòe loẹt. Nhân Chứng Giê-hô-va rất chú trọng việc giữ gìn Phòng Nước Trời luôn sạch sẽ và ngăn nắp, thể hiện sự tôn trọng đối với nơi thờ phượng của họ.  Phòng Nước Trời không phải là nơi diễn ra các hoạt động mua bán hay gây quỹ mà chi phí hoạt động được duy trì hoàn toàn bằng sự đóng góp.